# マサ斎藤
マサ斎藤（マサさいとう / Masa Saito、本名：斎藤 昌典 / さいとう まさのり、1942年8月7日 - 2018年7月14日）は、日本のプロレスラー。東京都中野区出身。
日本プロレスや東京プロレスを経て、フリーランサーとなって新日本プロレスを主戦場に活躍。アメリカにおいても、NWA、AWA、WWFなど各団体で実績を残している。第一線を退いてからは新日本プロレスのブッカーおよびコメンテーターとして活動した。信条は「Go for broke」（当たって砕けろ）。

## 来歴

### オリンピック出場
明治大学在学中の1964年、レスリング全日本選手権にて、97kg超級フリースタイル・グレコローマンの両部門で優勝（グレコローマン部門決勝の相手はのちのサンダー杉山こと杉山恒治。同大会のグレコローマン87kg級では3位）。同年に日本代表として東京オリンピックのフリースタイル・ヘビー級に出場し、3回戦で敗退している。

### プロレスデビュー
大学卒業後の1965年4月に日本プロレスに入門。同年6月3日に高崎山猿吉戦でデビュー。翌1966年6月に日本プロレスを離脱し、豊登が興した東京プロレスに参加する。アントニオ猪木・豊登に次ぐ三番手のポジションで戦い、一時は登記上の社長も務めた。しかし東京プロレスは翌年あえなく崩壊。猪木らを除く大半の所属レスラーは国際プロレスに移籍するが、斎藤は渡米を選択してフリーランスの一匹狼の道を歩むこととなった。

### アメリカへ
アメリカではミスター・サイトー（Mr. Saito）またはマサ・サイトー（Masa Saito）をリングネームに、一貫してヒールのポジションで活動。レスリングの地力を下敷きにした悪党ファイトが高評価をうけ、西海岸で長くトップヒールとして活躍した。その後はフロリダをはじめとするNWAの南部各州、ニューヨークのWWF、ミネソタのAWAと全米各地の繁栄マーケットを転戦して数々のタイトルを獲得するなど、アメリカマット界でも長期に亘って成功した日本人レスラーとなった（後述）。
日本では1972年3月、5年ぶりに帰国して古巣の日本プロレスに出場し、同年9月から日本プロレス選手会長であった大木金太郎や日本プロレス首脳陣に極秘で「NET日本プロレスリング中継」の放映局であったNET（現：テレビ朝日）と猪木&坂口征二との間で行われていた新日本プロレス中継開始交渉にも数回出席している。1974年4月からは新日本プロレスに日本側の助っ人として断続的に参戦。明大の同窓である坂口ともタッグを組んだが、1978年暮れにヒロ・マツダや上田馬之助、サンダー杉山らとフリーランサー同士によるユニット「狼軍団」を結成して、日本でもヒールに転向。1979年4月5日にはマツダとのタッグで坂口&ストロング小林から北米タッグ王座を奪取し、日本での初戴冠を果たした。同時期には上田とともに国際プロレスにも参戦して、ラッシャー木村、グレート草津、マイティ井上、アニマル浜口らと対戦している。その後1980年初めまで、新日本プロレスでは外国人サイドの参謀格を務め、タイガー・ジェット・シンやスタン・ハンセンとも共闘した。

### 維新軍参加と服役
1983年からは長州力やキラー・カーンとのユニット「革命軍」を経て、長州が結成した「維新軍」（後のジャパンプロレス）の参謀格となって活躍。猪木や坂口、藤波辰巳ら新日本正規軍との軍団抗争に臨んだ。1985年1月には1シリーズのみだが全日本プロレスへ参戦。ジャンボ鶴田や天龍源一郎と対戦している。
しかし、1984年4月にウィスコンシン州でケン・パテラが起こした器物損壊事件の逮捕劇に巻き込まれ、宿泊先で斎藤と同室だったパテラを逮捕しようと部屋に押し入った警官数人をなぎ倒してしまったため、陪審員裁判で有罪判決を受けた。斎藤はこれを不服として現地の日本総領事館へ助けを求めたが、大使館や総領事館では釈放や減刑の要求はできないため受け入れられず、1985年6月より現地で1年半の刑務所暮らしを送った。自身はこれを休息期間と考え、刑務所内で肉体改造に成功。のちに監獄固めという技を開発した。一方で家族からは離婚を切り出され、やむなく応じる。1986年末に出所し、AWA地区で海外武者修行中の高野俊二の面倒を見た後、1987年3月にINOKI闘魂LIVE Part2での猪木とのシングル戦に合わせ、日本に帰国する。

### 巌流島
1987年10月4日、巌流島で行われた猪木との時間無制限ノーレフェリー・ノールール・無観客マッチは「巌流島の戦い」と呼ばれ、2時間5分14秒の死闘を繰り広げた。その後たけしプロレス軍団に参謀役という名目で参加した。
1990年2月10日、東京ドームでラリー・ズビスコを破りAWA世界ヘビー級王座を獲得。2カ月後にアメリカのセントポールにてズビスコに奪還されたものの、47歳での戴冠劇は快挙と称えられた。

### 引退
第一線を退いた後はワールドプロレスリングの解説者を務め、初期にはインタビュアーを兼任することもあった。1999年2月14日、日本武道館において自らが発掘したスコット・ノートンと引退試合を行った。この引退試合でも巨体のノートンをバックドロップで投げるなど往年のパワーを見せつけた。
2003年に新日本プロレスを離脱し、長州らとWJプロレス旗揚げに参画する。WJプロレス時代、記者会見の席に現れた斎藤は体に振戦が見られて発語にも難がある状態になっており、以降身体的不調が知られるようになった。WJプロレスはその後1年余りで崩壊する。

### 健介オフィス入り - 晩年

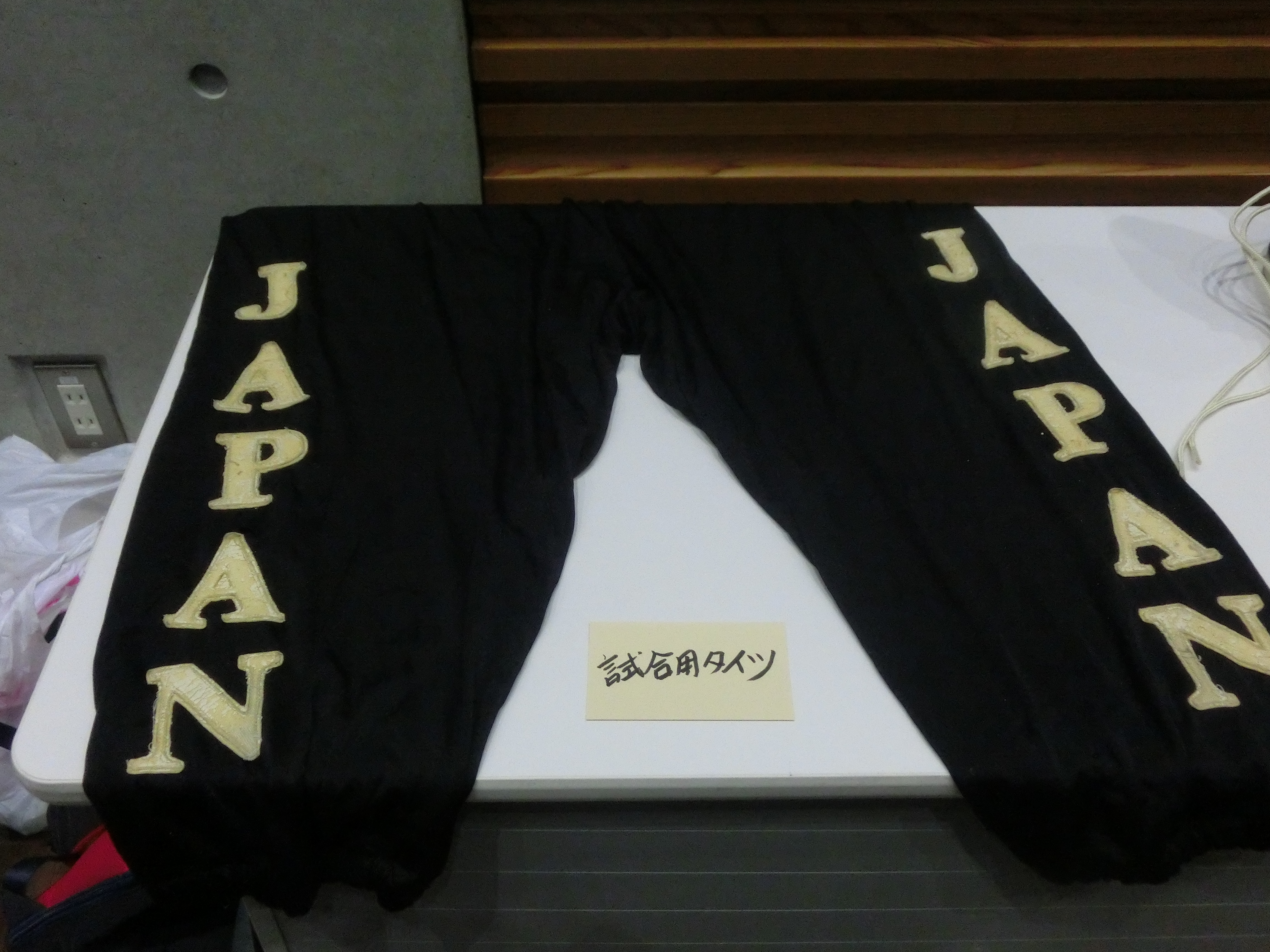
斎藤の試合用タイツ

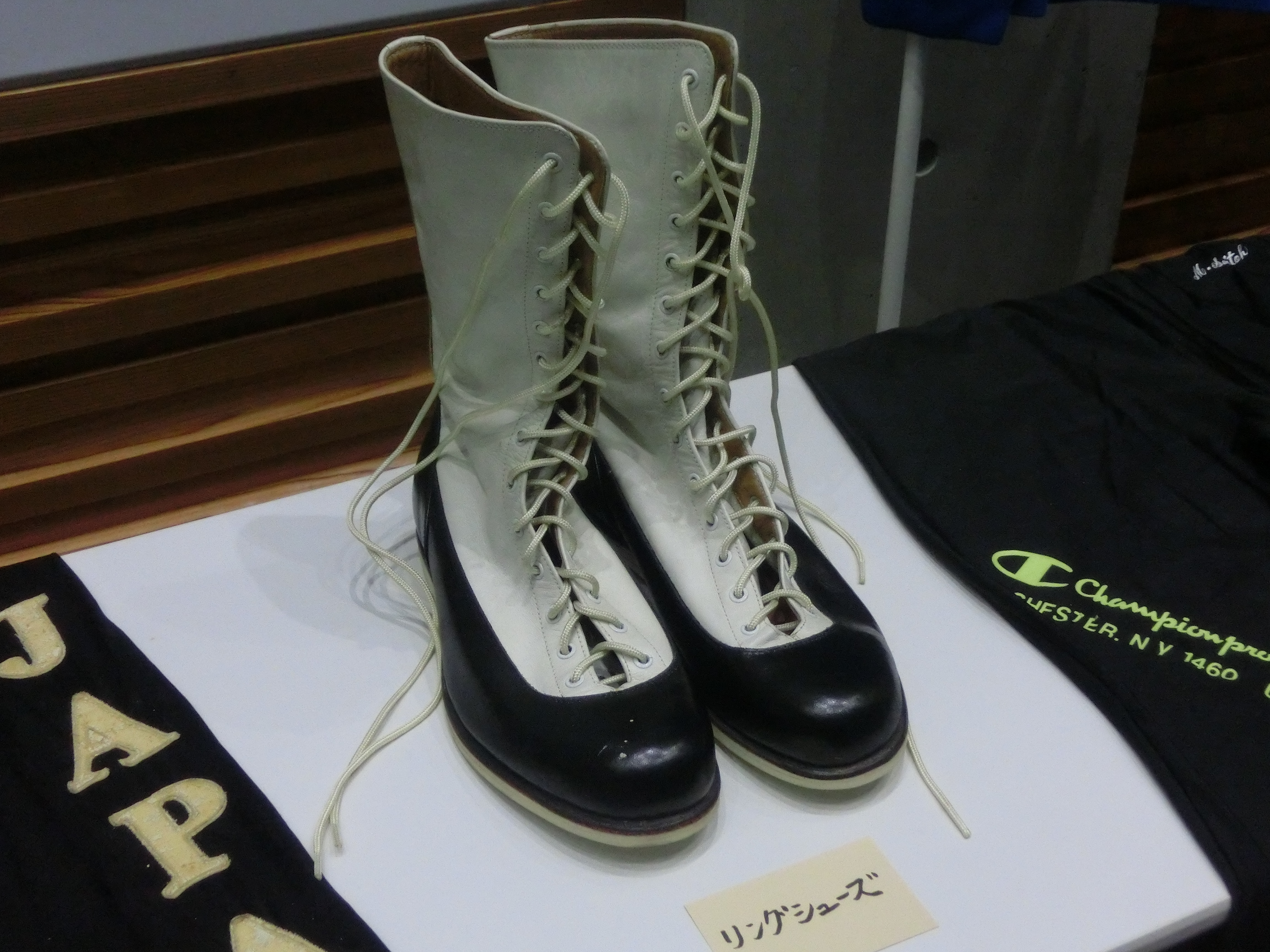
斎藤の試合用シューズ

2005年、斎藤を慕っている佐々木健介が「ファンにマサさんのことを忘れてもらいたくない」として健介オフィス株式会社化の際、斎藤をアドバイザーとして招聘。記者会見には斎藤も姿を現している。斎藤は寮がなかったジャパンプロレスに入門した当時の健介を自宅マンションに居候させて「身長がない分、横に筋肉をつけろ」とアドバイスするなど、師匠格の存在であった。
2006年にはAWA時代のタッグパートナーであったニック・ボックウィンクルとの対談が雑誌掲載されるなど、長年の激闘の後遺症はあるものの健在な所を見せている。その後は佐々木夫妻の住む埼玉県吉川市に住居を移しており、中嶋勝彦らと会食している写真がオフィスのブログに掲載されることもあった。また、『週刊プロレス』の北斗晶の対談コーナーにも登場した。
2008年には健介オフィスの新人たちにバックドロップの技術を伝授している姿が、FIGHTING TV サムライの『Sアリーナ』で放送された。当時、健介オフィスに所属していた西川潤は斎藤を慕っており2011年頃、西川のブログでは一緒に食事をしたなどの当時の近況が紹介された。
2014年から2015年にかけて、ダイヤモンド・リング道場の閉鎖後は故郷の東京に転居したことや、2000年よりパーキンソン病の治療を受けていること、2013年に障害者手帳の交付を受けていたことなどを明らかにした。
2016年12月2日、大阪市城東区民センターで行われた元新日本プロレス取締役の上井文彦がプロデュースする興行「Strong Style History～Go for Broke!! Forever～」で約4年ぶりにリングに登壇した。介助無しではリングに上がれないほどだったが、海賊男（正体は武藤敬司）の強襲に応戦。自力で立ち上がり、パンチやストンピングを浴びせた。
2017年1月18日付の日刊スポーツ紙上「東京五輪特集」で、栃木県内の病院でリハビリに取り組む斎藤の姿が記事で紹介された。記事によれば、パーキンソン病の症状が末期状態になっていたものの、1時間のトレーニングを1日3回こなして2020年東京オリンピックの年にカムバックすることに向けてトレーニングを毎日続けているとしていた。

### 死去
2018年7月14日1時5分、斎藤はパーキンソン病のため死去した。75歳没。ただし、上井文彦によれば実際に死去したのは同月13日であり、14日は医師が死亡を確認した日付であるという。同月21日に通夜、22日に葬儀・告別式が東京・青山の梅窓院で行われ、通夜では実況席で共にする機会が多かった辻よしなり、告別式では徳光和夫がそれぞれ司会を務めた。米良明久（ザ・グレート・カブキ）と武藤敬司が弔辞を述べ、通夜・告別式には長州力、坂口征二、天龍源一郎、木戸修、アニマル浜口、キラー・カーン、前田日明、蝶野正洋、佐々木健介・北斗晶夫妻、永田裕志、小島聡、西村修、古舘伊知郎らが参列した。戒名は妻の意向によりリングネームと同様に「マサ斎藤」とされた。式後、桐ヶ谷斎場で火葬された。

## アメリカでの戦歴
東京プロレス崩壊後の1967年4月、斎藤は単身で渡米し、フリーランスの日本人ヒールとしてアメリカのマット界に活躍の場を求めた。ロサンゼルスで米本土デビューを果たしジョバーを務めた後、サンフランシスコに北上して日系アメリカ人レスラーの大御所キンジ渋谷と邂逅。渋谷のパートナーに起用されて本格的なタッグチームを結成、日系レスラー特有のヒール技術を叩き込まれ、出世のきっかけをつかむ。コスチュームも渋谷に合わせ、膝下までのセミロング・タイツ（通称：田吾作タイツ）に素足または地下足袋という日系悪党スタイルとなり、1968年7月13日にペッパー・ゴメス&ペドロ・モラレスからサンフランシスコ版のNWA世界タッグ王座を奪取。翌1969年8月9日にゴメス&ピーター・メイビアに敗れるまで長期政権を築いた。
ロサンゼルスでも渋谷と組んで活躍し、1971年から1972年にかけて、ブラック・ゴールドマン&エル・ゴリアスやアール・メイナード&フランキー・レインなどのチームを破り、NWAアメリカス・タッグ王座を再三獲得。1971年12月17日にはグランド・オリンピック・オーディトリアムにおいて、アメリカ遠征中だったジャイアント馬場&ジョン・トロスとの金網デスマッチも行われた。シングルでもトロス、ミル・マスカラス、フレッド・ブラッシー、レイ・メンドーサ、ロッキー・ジョンソンなどのトップスターと対戦、1972年3月4日にはドリー・ディクソンからロサンゼルス地区のTV王座を奪取している。
渋谷とのコンビ解消後は1974年4月より新日本プロレスにフリー参戦するようになるが、以降もアメリカを主戦場として活動。同年はカナダのバンクーバー地区にてジン・キニスキーと組み、11月11日にNWAカナディアン・タッグ王座を獲得。ヘイスタック・カルホーン&ガイ・ミッチェル、ドン・レオ・ジョナサン&ダッチ・サベージなどのチームとも対戦した。1976年は古巣のサンフランシスコにてミスター・フジを新パートナーに、ペドロ・モラレス&パット・パターソンと抗争を展開した。
1977年より太平洋岸を離れてNWAの南部テリトリーに進出。ヒロ・マツダがブッカーを務めていたフロリダ地区（エディ・グラハム主宰のチャンピオンシップ・レスリング・フロム・フロリダ）では、1978年にミスター・サト（ヨシノ・サト）こと高千穂明久と純正の日本人タッグを結成して、ジャック・ブリスコ&ジェリー・ブリスコの兄弟チームとフロリダ・タッグ王座とUSタッグ王座の両タイトルを争った。USタッグ王座の戴冠時には、同地区のヒーローだったダスティ・ローデスとワフー・マクダニエルの豪華コンビを相手に防衛戦を行っている。フロリダには1980年末まで定着して、同年5月6日にはスティーブ・カーンからTV王座を奪取。イワン・コロフ、アーニー・ラッド、キラー・カール・コックス、ディック・スレーター、ドン・ムラコ、ジ・アサシンなどとも共闘し、同地区のトップヒールとして活躍した。
その後はアラバマのサウスイースタン・チャンピオンシップ・レスリングに参戦。ボブ・アームストロングとポール・オーンドーフを破りNWAアラバマ・ヘビー級王座を3回、ケン・ルーカスとロン・フラーを下してNWAサウスイースタン・ヘビー級王座を2回、それぞれ獲得した。
1981年8月より、キャプテン・ルー・アルバーノをマネージャーに迎えてWWFに登場（初戦ではS・D・ジョーンズに勝利）。サンフランシスコでも組んでいたミスター・フジとの日系悪役コンビを再結成して、同年10月13日にリック・マーテル&トニー・ガレア、翌1982年7月13日にチーフ・ジェイ・ストロンボー&ジュールズ・ストロンボーを破り、WWFタッグ王座を2回獲得した。戴冠中はアンドレ・ザ・ジャイアント&トニー・アトラスなどの強力チームを相手に防衛を続け、ボブ・バックランドが保持していたWWFヘビー級王座にも挑戦。ペドロ・モラレスやパット・パターソンとも太平洋岸やフロリダでの遺恨試合を再現した。1982年12月7日にはペンシルベニア州アレンタウンにて、当時WWFを短期サーキットしていたタイガーマスクとのシングルマッチも行われている。
1983年下期より、当時のアメリカにおける3大メジャー団体の一角を占めていたAWAに登場。デビッド・シュルツをボディーガードに従え、9月から11月にかけてWWFに移籍する直前のハルク・ホーガンと抗争を繰り広げた。翌1984年上期はジェシー・ベンチュラとのタッグチーム "The Far East-West Connection" で活動。グレッグ・ガニア&ジム・ブランゼルのハイ・フライヤーズと抗争し、マッドドッグ・バション、クラッシャー・リソワスキー、バロン・フォン・ラシク、ブラックジャック・ランザなどのベテラン勢とも対戦した。同年下期からはニック・ボックウィンクルと組んでファビュラス・ワンズやラリー・ヘニング&カート・ヘニングと抗争、リック・マーテルのAWA世界ヘビー級王座にも挑戦した。1985年はシーク・アドナン・アル＝ケイシーをマネージャーに、マスクド・スーパースターやキング・トンガと反米ユニットを結成。サージェント・スローターやジェリー・ブラックウェルと抗争を展開し、ロード・ウォリアーズとも対戦したが、前年4月にケン・パテラが起こした器物損壊事件に巻き込まれての警官暴行容疑のため、約1年6カ月間にわたって服役することになる。服役中は模範囚として過ごし、長年酷使してきた肉体のメンテナンスにつとめた。また、英語を文法から学び直す機会を得たことも後のブッカー業務に役立った。
服役後の1986年末、海外武者修行中だったスーパー・ニンジャこと高野俊二のパートナーとしてAWAに復帰。翌1987年3月にはバディ・ローズと組んでマーティ・ジャネッティ&ショーン・マイケルズのミッドナイト・ロッカーズが保持していたAWA世界タッグ王座にも挑戦したが、WWFの全米侵攻により旧来のテリトリー制が崩壊したこともあり、以降はアメリカにレギュラー参戦することなく日本に定着した。
1990年12月16日にセントルイスのキール・オーディトリアムでWCWが開催した『NWAスターケード1990』には、グレート・ムタとの「日本代表チーム」としてインターナショナル・タッグチーム・トーナメントに出場。1回戦でニュージーランド代表のロイヤル・ファミリー（ジャック・ビクトリー&リップ・モーガン）、2回戦でソビエト代表のサルマン・ハシミコフ&ビクトル・ザンギエフを破って勝ち進んだが、決勝でアメリカ代表のスタイナー・ブラザーズ（リック・スタイナー&スコット・スタイナー）に敗退した。

## トレーニングへのこだわり
プロレスラーとしては背が高くなかったが、その体格のハンデを埋めるためにウエイトトレーニングを熱心に行っていた。その結果、50歳を過ぎても現役のプロレスラーとして活躍し続け、おなかは出ているが分厚い胸板や太い腕をした身体を披露していた。若手レスラーに対して熱心にトレーニングの指導を行っていた。
トレーニングや肉体に対して信仰にも近いこだわりを持っており、病気で入院していた時にトレーニングが出来ないことを嘆いて「見てよ、身体が縮んじゃったよ!」と看護師にぼやいたところ、看護師から「こんな大きな身体してて、どこが縮んだっていうの?」と返され、取り合ってもらえなかったそうである。
ある時プロレスライターの門馬忠雄が斎藤に「腕に贅肉が付いて来たよね」と、からかったら徹底的に否定した。それでも門馬が繰り返しからかった所、納得しないままその場を去った。そして2週間後「どうだいモンちゃん（門馬）、きっちり締まったろ!」と、筋肉痛になった腕をさすりながら、門馬に力瘤を見せた。
斎藤自身はトレーニングに対する信奉は強かったようで、現役レスラーを退いてからもトレーニングジムなどで無謀とも思える高重量のバーベルに挑む姿が目撃されている。全盛期はベンチプレスで200kg以上、インクラインベンチプレスで180kgを挙げていた。

## エピソード

### カルピス愛
プロレスラーとしてのマサ斎藤は一貫して荒々しいキャラクターであったが、カルピスが大好きという愛嬌のある一面や解説者時代に見せた天然ボケともいえるキャラクターも知られている。カルピスについては「あんなに美味しい飲み物はないよね」と自他共に認める大好物である。これが斎藤自身の豪快なイメージと相まってか「原液をそのまま飲んでいる」という噂まで生まれたが、これについて本人は「あれは薄めないと飲めないよ」と否定している。カルピス好きの原点は、食糧難であった戦後まもない頃の甘い物を求めていた幼年期にある。

### 解説者として
解説者時代の斎藤は、言い間違いや素頓狂なコメントをすることが多かった。当時、正体を公式には明らかにしていなかったマスクマンの試合を実名で解説してしまったことも多かった。例として獣神サンダー・ライガー、ブラック・タイガー、エル・サムライなど。また正体が明らかであるが、あくまで別キャラクターとしてリングに上がっている選手（グレート・ムタ、パワー・ウォリアーなど）も本名で呼んでいた。
蝶野正洋と小原道由の試合で小原が犬の首輪をはめられた場面では「イヌワですイヌワ!」と連呼。また「nWoの狙いは世界制覇」と言おうとして「世界平和」と発言したこともある。このほか「G1（ジーワン）のことをジーアイと言った」「G1の優勝候補選手予想で、レフェリーのタイガー服部の腕っ節の強さを熱く語った」「アナウンサーが『受身の取れないバックドロップ!』と実況すると『いや、ちゃんと（受身を）取ってますよ』と返した」「TEAM 2000（チーム・トゥーサウザンド）を頑なに『ティーにせん』と発音」「辻よしなりがノートン出演CMにひっかけて『スコット・ノートンは和の精神を理解しています』と煽ったところ『それはCMだけでしょ?』と無粋な突っ込みをした」「（アメリカ人の）スタイナー・ブラザーズについて日本人離れしたパワーだとコメントした」などの逸話がある。
アメリカでの活動が長かったこともあり、英語力に長けている。ノートンなどの外国人レスラーに流暢な英語でインタビューすることもあった。

### アメリカでの評価
先述の通り、アメリカでは堅実なレスリングのできる日本人ヒールとして、1960年代末から1980年代にかけて、当時の3大メジャーであるNWA、WWF、AWAの各団体で活躍した。とくに、斎藤と同じくレスリングのオリンピック代表選手だったバーン・ガニア主宰のAWAでは、1983年にハルク・ホーガンと抗争するなど絶大な悪党人気を獲得、後にミネソタ州知事となるジェシー・ベンチュラともタッグを組み、彼の名を冠したカクテルが存在するほどである。関係者からの評価も高く、警官暴行事件の際には、裁判でバーン・ガニアやニック・ボックウィンクルらが斎藤の弁護に立った。ブロック・レスナーは斎藤のことを非常に慕っている。レスナーは2012年のWWE復帰以降は地方巡業や海外でのハウスショーはおろか、通常のテレビショーにもほとんど登場せず大一番のみのスポット参戦となっていたが、2015年7月4日に両国国技館で開催されたWWE日本公演にてアメリカ国内も含めて実に11年ぶりとなるハウスショーへの電撃参戦を果たしたことが大きな話題となったが、参戦を決めた理由がブラッド・レイガンズとともに療養中の斎藤のお見舞いに行くためであり、当初は試合とは関係なくプライベートで自腹で来日する予定であった。

### フクちゃん
若手時代、漫画のキャラクターに似ていたことから「フクちゃん」と呼ばれていた。出獄後マスコミから「獄門鬼」というニックネームがつけられたが、マサ本人が嫌がったためすぐお蔵入りとなった。

### 東京プロレス社長
東京プロレス設立の際、豊登はそのドンブリ勘定な性格から周囲より忌避され、また、猪木も帰国していなかった状況だったため、レスリングオリンピック代表の経歴および父親が某電器会社の重役という信用性により、斎藤が初代の代表取締役社長として登記された。

### 新日本プロレスでの斎藤

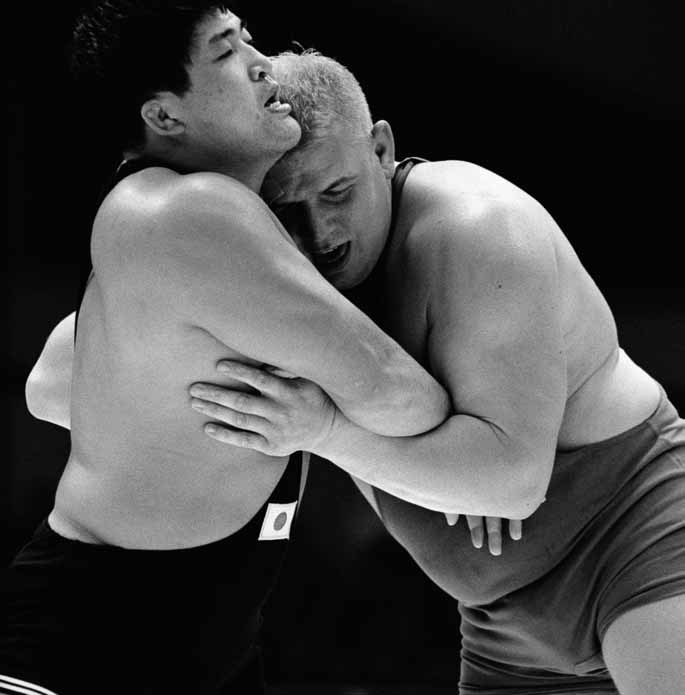
1964年東京オリンピックでの斎藤（左）

明治大学の同窓ということで若手の頃から坂口征二と交流があり、1972年に東京プロレス時代の縁を通じて新日本プロレスから参戦オファーがあったのを断り、日本プロレスに参戦したのは「坂口がエースだから」とプロレス雑誌の坂口との対談で明かしている。その際に馬場・猪木離脱後の日本プロレスの集客の惨状を見て「このままではダメだぞ」と坂口に進言し、西麻布の某焼肉店での猪木・坂口会談を実現させた。また、タイガー服部は明治大学レスリング部の後輩にあたる。
長州力の参謀についた頃から現在に至るまでも、大学レスリング部出身およびオリンピック代表という両人の経歴のため、参謀につく以前から師弟関係が存在していたと見る向きがあるが、1982年末に長州力がマサ斎藤に会いに渡米するまでそれほど接点はなかったそうである。マット上では北米タッグ（長州は坂口のパートナーとして）やプレ日本選手権等でのシングルマッチ対戦経験はあったが、当時は「ほとんど喋ったことがなかったね」と、プロレス雑誌のインタビューで語っている。

## 獲得タイトル
NWAサンフランシスコ
- NWA世界タッグ王座（サンフランシスコ版）：2回（w / キンジ・シブヤ）

NWAハリウッド・レスリング
- NWAアメリカス・タッグ王座：6回（w / キンジ・シブヤ）
- NWAビート・ザ・チャンプTV王座：1回

NWAオールスター・レスリング
- NWAカナディアン・タッグ王座（バンクーバー版）：2回（w / ジン・キニスキー、デール・ルイス）

チャンピオンシップ・レスリング・フロム・フロリダ
- NWAフロリダ・ヘビー級王座：2回
- NWAフロリダ・タッグ王座：5回（w / イワン・コロフ×3、ミスター・サト×2）
- NWA USタッグ王座（フロリダ版）：2回（w / ミスター・サト）
- NWAフロリダTV王座：1回

サウスイースタン・チャンピオンシップ・レスリング
- NWAアラバマ・ヘビー級王座：3回
- NWAサウスイースタン・ヘビー級王座：2回

ワールド・レスリング・フェデレーション
- WWFタッグ王座：2回（w / ミスター・フジ）

アメリカン・レスリング・アソシエーション
- AWA世界ヘビー級王座：1回

新日本プロレス
- NWA北米タッグ王座（日本版）：1回（w / ヒロ・マツダ）
- IWGPタッグ王座：2回（w / 長州力、橋本真也）

## 得意技
解説時のユーモラスな一面とは違いリング上では鬼気迫る表情で、どんな大型選手相手でも決して退かないファイトスタイルが特徴であった。
捻り式バックドロップ
アメリカでのタッグ・パートナーだったミスター・サト（ザ・グレート・カブキ）からのアドバイスで開発した。猪木との対戦では3連発してピンフォール勝ちできなかったので4連発・5連発と回数を増やしていった。ちなみに5連発喰らった猪木は半分意識を失いながらも本能で戦い、普段は使うことがない回転エビ固めで勝利するという珍事を誘発している。なお、ヒールとして活躍していたAWA地区では、この技をバックドロップとは別物と扱いサイトー・スープレックスと呼んでいた。
ダックアンダー・スープレックス
相手の右腕を貫抜の形で決めてブレーンバスターと同じ形で投げる技。マサはダックアンダースープレックスを1979年頃に多用していて、1979年6月にロサンゼルスでヒロ・マツダとのコンビで坂口征二＆長州力が保持していたNWA北米タッグ王座（ロサンゼルス版/日本版）に挑戦した際、マサが長州にダックアンダー・スープレックスを掛けている映像が現存する。なお、古舘伊知郎はこの技をバックフリップと言っていた。
監獄固め
レスリングフリースタイルで相手の動きを制する際に使われる変形の足4の字固めだが、相手に返されにくいようにするため足部分に重心をかける点が独特。全盛期のマサはこの技をかける際、中継用のテレビカメラを探してカメラ映りのいい方角に体を持っていってから仕掛けていた。なおこの技は刑務所生活の間に獄中の受刑者と開発したというギミックが一般的だが、実際は獄中は受刑者同志の接触は厳禁であり、アマレス技トルコ刈りの応用。レスリング由来の技ゆえに、不完全ではあったがPRIDEでレスリング出身の藤田和之が同型の技で相手の動きを制している。相手がうつ伏せの状態から仕掛ける入り方はトルコ刈り式監獄固めと呼ばれることもある。
サソリ固め
長州と行動を共にするようになってから使用。
ラリアット
ドラゴン・スクリュー
藤波辰巳がヘビー級転向してからあまり使わなくなり、武藤敬司が足4の字固めに移行する必殺パターンを作るまでの間、ほぼ唯一の使い手として、主にタッグマッチの繋ぎ技として使用していた。
スモール・パッケージ・ホールド
滅多に見せることはなかったが、ラリー・ズビスコをこの技で破り、第36代AWA世界ヘビー級王者となっている。

## マネージャー
- タイガー服部（NWAフロリダ）
- サー・オリバー・フンパーディンク（NWAフロリダ）
- キャプテン・ルー・アルバーノ（WWF）
- ボビー・ヒーナン（AWA）
- シーク・アドナン・アル＝ケイシー（AWA）

## 入場曲
- ザ・ファイト（映画『オーバー・ザ・トップ』サウンドトラックより）

## 著書
- 『プロレス「監獄固め」血風録―アメリカを制覇した大和魂―』 （講談社、1999年、ISBN 4062095874）